# Parc Nacional dels esculls de Tubbataha
El Parc marí de l'escull de Tubbataha és una àrea protegida al mig del Mar de Sulu, a les Filipines,és un santuari d'aus i marí que consisteix en dos grans atols (anomenats atol nord i sud), i un de més petit anomenat com barrera coral·lina de Jessie Beazley que cobreix una àrea total de 97.030 hectàrees. Es troba a 150 quilòmetres al sud-est de Puerto Princesa, la capital de la província de Palawan. Les illes deshabitades i els esculls són part de l'illa municipi de Cagayancillo, situada uns 130 quilòmetres al nord-est de l'escull.
Al desembre de 1993, el Parc Nacional dels Esculls de Tubbataha es va inscriure a la llista del Patrimoni de la Humanitat com un exemple únic d'un atol amb una molt alta densitat d'espècies marines; L'illot del Nord serveix com a lloc de nidificació d'aus i tortugues marines. El lloc és un exemple excel·lent d'un escull de corall verge amb una espectacular paret vertical de 100 m, extenses llacunes i dues illes de corall. El 1999, el Conveni de Ramsar situa el parc de Tubbataha com un dels aiguamolls d'importància internacional. El 2008, l'escull va ser nominat en les Noves 7 Meravelles de la Natura.
El parc nacional i la resta de l'arxipèlag de les Filipines és part del Triangle del Corall, reconegut com un centre de la biodiversitat marina que conté un 75% de les espècies de corall que es descriuen i el 40% dels peixos dels esculls del món.L'àrea es troba sota una greu amenaça a causa de les pràctiques de pesca destructives i la sobrepesca. La investigació dels científics que visiten els esculls des de la dècada de 1980 va revelar que el parc marí de Tubbataha conté no menys de 600 espècies de peixos, 360 espècies de coralls, 11 espècies de taurons, 13 espècies de dofins i balenes, i 100 espècies d'aus. Els esculls també serveixen com a zona de nidificació de tortugues carei i les tortugues verdes marines.